# 皮茨河谷阿兹尔
皮茨河谷阿兹尔（德語：Arzl im Pitztal）是奥地利蒂罗尔州伊姆斯特县的一个市镇。总面积29.37平方公里，总人口2936人，人口密度100.0人/平方公里（2001年）。